# 間垣洋助
間垣 洋助（まがき ようすけ、1916年9月29日 - 1990年10月19日）は、日本のプロテスタントの神学者。

## 略歴
台湾出身。青山学院大学大学院修了。
1983年「ヨハネ福音書のキリスト論」で立教大学神学博士。
日本ルーテル神学大学教授、1979年から1984年まで図書館長、学長。

## 著書
- 『ヨハネによる福音書』（聖文舎、信徒のための聖書講解） 1959年
- 『ヨハネの第一、第二、第三の手紙、ユダの手紙』（聖文舎、信徒のための聖書講解） 1960年
- 『マルコによる福音書』（聖文舎、信徒のための聖書講解） 1964年
- 『ヨハネ福音書百話』（聖文舎） 1965年
- 『ヨハネ福音書のキリスト論』（聖文舎） 1984年

## 翻訳
- 『キリストにある新生』（エリク・H・ワールストロム、聖文舎） 1958年
- 『伝道の神学 神のわざをなすために』（T・A・カントネン、聖文舎） 1959年
- 『スチュワードシップの神学』（カントネン、聖文舎） 1960年
- 『死後の生命』（カントネン、聖文舎） 1965年
- 『霊魂の不滅か 死者の復活か』（オスカー・クルマン、岸千年共訳、聖文舎） 1966年

## 論文
- <間垣洋助